# Törésmutató
Az elektromágneses hullámok terjedési sebessége egy anyagi közegben kisebb, mint a vákuumban. Ennek a mértéke a törésmutató, ami a következő összefüggés szerint adható meg:
{\displaystyle n={\frac {c_{0}}{c}}},
ahol n a közeg törésmutatója, pontosabban fázistörésmutatója, c0 a fény vákuumbeli, c pedig a közegbeli terjedési sebessége.

## A relatív törésmutató
Fenti definíció az abszolút törésmutatót adja meg, hiszen a fény közegbeli terjedési sebességének és a vákuumbelinek a viszonyát fejezi ki. A relatív törésmutató az adott anyagban való terjedést egy másik közegbeli terjedéshez viszonyítja a következő módon:
{\displaystyle n_{2;1}={\frac {c_{1}}{c_{2}}}}
ahol {\displaystyle n_{2;1}} a második közeg első közegre vonatkozó relatív törésmutatója.
Fentiekből az is következik, hogy a két közeg abszolút törésmutatója és relatív törésmutatója között a következő a kapcsolat:
{\displaystyle n_{2;1}={\frac {n_{2}}{n_{1}}}}
A törésmutatót a gyakorlatban többnyire a látható fény számára meglehetősen átlátszó anyagok tulajdonságának leírására használják és a levegőhöz viszonyítva adják meg. Mivel a levegő abszolút törésmutatója 1,00029, azaz elég jó közelítéssel 1, a víz 1,33-as törésmutatója például azt jelenti, hogy a fény 1,33-szor gyorsabban terjed a levegőben (vagy vákuumban), mint a vízben.

## A törésmutató mérése

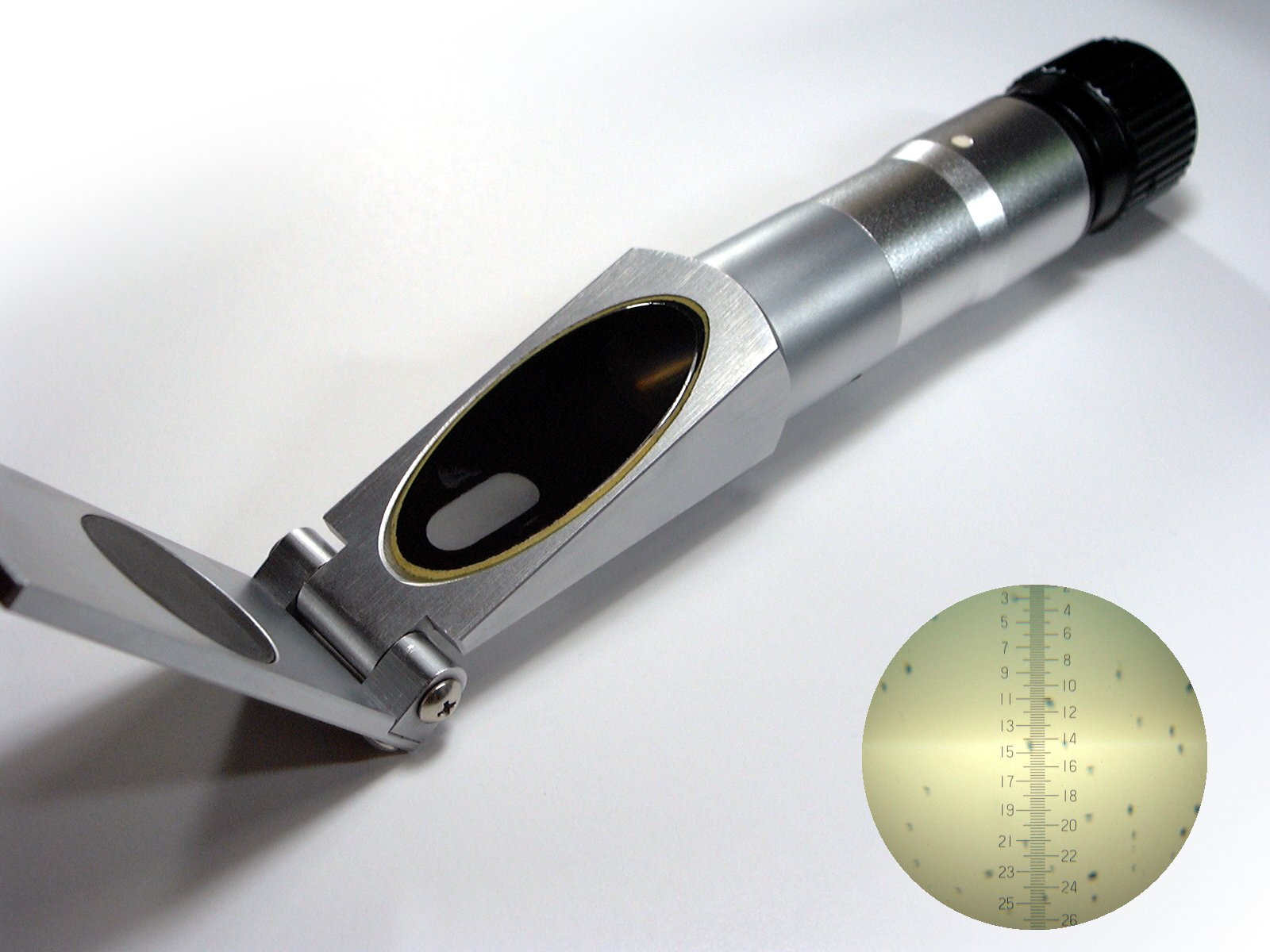
kézi refraktométer

A mérési eljárások átlátszó anyagok esetén leggyakrabban a teljes visszaverődés jelenségét használják ki. Az optikailag sűrűbb közegből ritkább felé haladó, a határszögnél nagyobb szögben érkező fénysugarak nem jutnak ki, a két közeg határfelületén visszaverődnek. A határszög szinuszára a fénytörés törvényéből következően az alábbi összefüggés érvényes: 
{\displaystyle \sin \alpha _{h}={\frac {n_{2}}{n_{1}}}}, ahol {\displaystyle {n_{2}}<{n_{1}}}.
Ha például a fénysugár vízből a víz-levegő határfelületre érkezik, akkor {\displaystyle {n_{1}}=1,33}. {\displaystyle {n_{2}}=1}. és így {\displaystyle \sin \alpha _{h}={\frac {1}{1,33}}}, ahonnan {\displaystyle \alpha _{h}=48,6}°.
A határszög mérésével a törésmutató meghatározható.
Egy folyékony közegben, oldatban a törésmutató az összetétellel változik, így a törésmutató mérésével megadhatjuk az oldott anyag koncentrációját, illetve a koncentrációval kapcsolatban lévő más fizikai paramétert. Például kézi refraktomérrel a törésmutató mérésén keresztül mérik az autókban lévő hűtőfolyadék – etilénglikol-víz keverék – fagyáspontját.

## Törésmutató adatok
Néhány anyag {\displaystyle \lambda } = 589 nm-en mért relatív törésmutatója (pontosabb és részletesebb adatok referenciaként is)
| anyag                             | n         |
| vákuum                            | 1         |
| Gázok 0 °C-on és légköri nyomáson |           |
| levegő                            | 1,000293  |
| hélium                            | 1,000036  |
| hidrogén                          | 1,000132  |
| szén-dioxid                       | 1,00045   |
| folyadékok 20 °C-on               |           |
| víz                               | 1,333     |
| etanol                            | 1,36      |
| olívaolaj                         | 1,47      |
| szilárd anyagok                   |           |
| jég                               | 1,309     |
| műanyagok                         | 1,45-1,65 |
| üvegek                            | 1,45-1,7  |
| gyémánt                           | 2,42      |

## Fázistörésmutató kapcsolata más anyagi paraméterekkel
Az elektromágneses hullámok terjedési sebessége egy adott közegben kapcsolatban van az anyag elektromos és mágneses tulajdonságaival, amit a következő összefüggés is kifejez:
{\displaystyle n={\sqrt {\epsilon _{r}\mu _{r}}}}
ahol εr az anyag relatív permittivitása, és μr a relatív permeabilitása. A nemmágneses anyagoknál μr közel 1, ebben az esetben {\displaystyle n={\sqrt {\epsilon _{r}}}}.
A diszperzió jelensége miatt a fény terjedési sebessége, így a törésmutató értéke is egy adott anyag esetében általában kissé változik a hullámhossz függvényében. Néha azzal arányosan, máskor pedig azzal fordított arányban. Így, ezen anyagok megfelelő kombinációjával gyakorlatilag kiküszöbölhető a nem csak egyszínű lézerfénnyel dolgozó optikai rendszerek egyik általános hibája, a kromatikus aberráció.

## Hullámcsomag törésmutatója a csoporttörésmutató
A fázistörésmutató fenti definíciója az egyszínű, monokromatikus hullámokra érvényes, a monokromatikus hullámok azonban csak idealizált modellek. A fényhullámok valójában monokromatikus hullámok szuperpozíciójából állnak elő hullámcsomag formájában:
Egy z irányban terjedő hullámcsomagot a következő
{\displaystyle E(z,t)=\int _{-\infty }^{+\infty }E(\omega )e^{-i(\omega t-k(\omega )z)}}
formában tárgyalhatunk, ahol
{\displaystyle k(\omega )={\frac {n(\omega )\omega }{c}}}
az {\displaystyle \omega } körfrekvenciájú hullámkomponens hullámszáma, c pedig a vákuumbeli fény sebessége.
Egy hullámcsomag terjedését ezen a fázissebességen kívül a csoportsebessége jellemzi
{\displaystyle v_{cs}={\frac {1}{\frac {\mathrm {d} k}{\mathrm {d} \omega }}}={\frac {c}{\omega {\frac {\mathrm {d} n(\omega )}{\mathrm {d} \omega }}+n(\omega )}}}, amiből
{\displaystyle N_{cs}={\frac {c}{v_{cs}}}=n(\omega )+\omega {\frac {\mathrm {d} n(\omega )}{\mathrm {d} \omega }}}
hullámhosszra átírva:
{\displaystyle N_{cs}=n(\lambda )-\lambda {\frac {\mathrm {d} n(\lambda )}{\mathrm {d} \lambda }}}, ami az úgynevezett csoporttörésmutató.

## Kettősen törő kristályok törésmutatója
Kettősen törő kristályokban az aszimmetrikus belső szerkezet miatt a fény terjedési sebessége a különböző kristálytengelyek irányában különbözik. Így az adott irányokhoz más-más törésmutató rendelhető. A kristályba belépő fény két külön nyalábra bomlik, egyik az ordinárius, a másik az extraordinárius sugár. Az elnevezés arra utal, hogy az egyik követi a fénytörés törvényét, a másik nem. 
A {\displaystyle \epsilon } permittivitás sem skalármennyiség, hanem egy tenzor. A fény kristályon való áthaladását – a kettőstörést – az {\displaystyle \epsilon =\epsilon _{0}\left(\chi ^{(1)}+1\right)} tenzor szabja meg, ahol {\displaystyle \chi ^{(1)}} a lineáris szuszceptibilitás tenzor. Veszteségmentes esetben {\displaystyle \epsilon } tenzor szimmetrikus (megfelelő koordináta-rendszerben diagonális). Amennyiben mindhárom diagonális elem különbözik, kéttengelyű, amennyiben kettő megegyezik, egytengelyű kettősen törő kristályról beszélünk. Ha mindhárom elem megegyezik, a kristály izotróp.
A dielektromos tengelyrendszerben felírt (itt diagonális {\displaystyle \epsilon }) Maxwell-egyenletekbe helyettesítve a {\displaystyle {\vec {k}}=\left({\vec {k}}_{x},{\vec {k}}_{y},{\vec {k}}_{z}\right)^{T}} hullámszámvektorral jellemzett síkhullámot, valamint felhasználva, hogy {\displaystyle n_{j}^{2}=\epsilon _{j}/\epsilon _{0}}, az
{\displaystyle {\frac {1}{n^{2}}}=\sum _{j=1}^{3}{\frac {k_{j}^{2}}{k^{2}(n^{2}-n_{j}^{2})}}}
Fresnel-egyenlethez jutunk. Ezen egyenletnek minden terjedési irányra két egymásra merőleges polarizációjú megoldása van {\displaystyle n}-re, így {\displaystyle {\vec {k}}}-ra is.
Ez a gyakorlatban azt jelenti, hogy az ordinárius és az extraordinárius nyaláb polarizációja egymásra merőleges. A kettősen törő kristályok felhasználhatók lineárisan polarizált fény előállítására.

## Komplex törésmutató
Abszorbeáló közegek optikai tulajdonságainak jellemzésére a komplex törésmutatót használják. Definíciója a komplex permittivitás definíciójának mintájára:
{\displaystyle {\widehat {n}}=n-i\kappa .}
ahol n és {\displaystyle \kappa } a valós és képzetes részt jelölik, i pedig az imaginárius egység, i 2 = −1.
A valós rész – a már fentebb megismert – a fény közegbeli terjedési sebességével kapcsolatos törésmutató. {\displaystyle \kappa } pedig az abszorpciómutató, egy dimenzió nélküli mennyiség. Az elnyelődés mértékét szokásos még az {\displaystyle \alpha } -val jelölt abszorpciós együtthatóval is jellemezni:
{\displaystyle \alpha ={\frac {2\omega \kappa }{c}}={\frac {4\pi f\kappa }{c}}={\frac {4\pi \kappa }{\lambda }}}
ahol {\displaystyle \omega } a körfrekvencia, f a frekvencia, {\displaystyle \lambda } a hullámhossz.
Az abszorpciós együtthatót legtöbbször 1/cm mértékegységben adják meg.
A komplex törésmutató és a komplex permittivitás nemmágneses anyagoknál ugyanolyan kapcsolatban vannak egymással, mint a valós részeik, azaz:
{\displaystyle {\widehat {n}}={\sqrt {\widehat {\epsilon }}}}.
Egy anyag elektromos térrel szembeni viselkedését a komplex permittivitása befolyásolja, mivel a fény elektromágnes hullám, így érthető, hogy a közegbeli terjedését, elnyelődését leíró optikai paraméterek mind-mind kapcsolatban vannak egymással. Megmutatható, hogy a komplex permittivitás valós illetve képzetes része és a törésmutató illetve és az abszorpciómutató között a következő összefüggések adhatók meg:
{\displaystyle \varepsilon '(\omega )=n^{2}-\kappa ^{2}}
{\displaystyle \varepsilon ''(\omega )=2n\kappa }.